# Der Brief (1967)
Der Brief ist ein Kurzfilm von Iwanka Grybtschewa von 1967.

## Inhalt
Ein Junge ist am Nachmittag allein in der Wohnung der Familie. Er vertreibt sich die Zeit, bis der Vater am Abend nach Hause kommt. Am nächsten Tag bastelt er einen Brief für die Mutter, die nicht anwesend ist ...
Der Film lässt vieles offen, so wird nicht erwähnt, warum die Mutter nicht kommt.

## Hintergründe
Iwanka Grybtschewa hatte die Möglichkeit, als Tochter anerkannter bulgarischer Parteifunktionäre an der Filmhochschule Babelsberg in der DDR Regie zu studieren. Der Brief war ihr Abschlussfilm. Danach kehrte sie nach Bulgarien zurück und wurde eine der erfolgreichsten Filmregisseure des Landes. 
Der Brief wurde  2024 anlässlich des 70-jährigen Bestehens der Filmhochschule Babelsberg in einer Jubiläumsveranstaltung  mit sechs weiteren Studentenfilmen im Berliner Kino Arsenal gezeigt.

## Rezeption
Die Filmhistorikerin Ilka Brombach erklärte den Film Der Brief 2024 als eine Entdeckung und lobte

„Einprägsam sind die Szenen, in denen man sieht, wie das Kind sich selbst beschäftigt, malt, durch die Wohnung streift. Einprägsam wegen der Spielfreude des kleinen Hauptdarstellers, aber auch weil die Aufnahmen in der Schwebe halten, ob der Junge unter der Abwesenheit der Eltern leidet oder mit seiner Kreativität die Unbestimmtheit der Situation, die Freiräume, die ihm daraus erwachsen, nutzt.“